# SABE
SABE（サベ、1968年3月23日 - 2009年1月28日）は、日本の漫画家。男性。新潟県長岡市出身。血液型はO型。

## 来歴
小学生の頃より漫画が好きで漫画家を目指していた。影響を受けたのは『超人ロック』や『銀河鉄道999』。高校時代より同人活動を始め、卒業後上京し東京のデザイン学校に進学。在学中の1986年、編集者にスカウトされ、漫画家デビュー。以降、成人向け漫画雑誌で活躍。
2000年代中盤よりワニマガジン社発行の『robot』で『雀ロボが行く〜!!』、講談社発行の『月刊アフタヌーン』で『世界の孫』などを発表し一般漫画誌にも進出。
2009年1月28日に死去。享年41。死因は公表されていない。追悼版出版の発売を控えた同年6月5日にワニマガジンニュースより訃報が告知された。

## 人物
- 成人向け漫画での作風は、フェティッシュな題材のギャグ漫画である。とりわけ女性用体育着のブルマーを偏愛しており、その手のネタが多い。『月刊アフタヌーン』などの一般誌では一変して動物ネタが多い。『雀ロボが行く〜!!』では体育着姿のお姉さんも出てくるが雀を主人公とし、『世界の孫』ではイカが活躍している。また成人向け漫画、一般誌に共通して、主にカンフーを中心とした格闘描写が多い。
- 漫画家の南Q太と結婚して一女をもうけたが後に離婚した。

## 作品リスト
- 『天使たちの午後II』 （1988年12月発売、白夜書房、ISBN 4-89367-129-4）
- 『キミがいるからボクがいる』 （1989年12月発売、白夜書房、ISBN 4-89367-162-6）
- 『初体験白書』 （久保書店〈ワールドコミックススペシャル〉、上下巻）
  - 上 1992年9月発売、ISBN 4-7659-0342-7
  - 下 1992年9月発売、ISBN 4-7659-0343-5
  - 『初体験白書』 （1998年10月発売、久保書店〈ワールドコミックスMAX〉、ISBN 4-7659-2322-3）
  - 『初体験白書 新装版』 （2004年12月発売、久保書店〈ワールドコミックスMAX〉、ISBN 4-7659-2454-8）
- 『あばよMY BABYぶっちぎり』 （1993年7月発売、久保書店〈ワールドコミックススペシャル〉、ISBN 4-7659-0383-4）
- 『若尻傑作選 上 君にやりたいほうだい』 （1996年6月発売、久保書店〈ワールドコミックススペシャル〉、ISBN 4-7659-0471-7）
- 『若尻傑作選 下 友達のいもうと』 （1996年7月発売、久保書店〈ワールドコミックススペシャル〉、ISBN 4-7659-0475-X）
  - 『若尻傑作選 アタッチメントでGO!!』 （2004年6月9日発売[3]、久保書店〈ワールドコミックスWONDA〉、ISBN 4-7659-2429-7）

『若尻傑作選』上下巻から選り抜いた再録本。
- 『BEAUTIFUL MONEY』 （1998年7月発売、ワニマガジン社〈ワニマガジンコミックス〉、ISBN 4-89829-357-3）
- 『ブルマー1999』[4] （1999年10月発売、ワニマガジン社〈ワニマガジンコミックススペシャル〉、ISBN 4-89829-457-X）
- 『地獄組の女』 （久保書店〈ワールドコミックススペシャル〉、全4巻）
  1. 2000年5月発売、ISBN 4-7659-0561-6
  2. 2000年6月発売、ISBN 4-7659-0562-4
  3. 2000年7月発売、ISBN 4-7659-0563-2
  4. 2000年8月発売、ISBN 4-7659-0564-0
- 『串やきP』 （メディアファクトリー『コミックフラッパー』、〈MFコミックス フラッパーシリーズ〉、全2巻）
  1. 2000年11月22日発売[5]、ISBN 4-88991-767-5
  2. 2001年9月22日発売[6]、ISBN 4-88991-799-3
- 『阿佐谷腐れ酢学園』[7] （2003年4月発売、ワニマガジン社〈ワニマガジンコミックススペシャル〉、ISBN 4-89829-481-2）
- 『雀ロボが行く～!!』 （robot、ワニマガジン社） ※『さべちん』に収録
- 『世界の孫』 （2005年 - 2008年、講談社『月刊アフタヌーン』、全3巻）
- 『ブルマー200X 増補改訂完全版』[8] （2005年12月発売、ワニマガジン社〈ワニマガジンコミックススペシャル〉、ISBN 4-89829-494-4）
- 『阿佐谷腐れ酢学園 エマニエル編』[9] （2007年10月発売、ワニマガジン社〈ワニマガジンコミックススペシャル〉、ISBN 978-4-86269-038-8）
- 『さべちん』[10] （2009年9月発売、ワニマガジン社〈ワニマガジンコミックススペシャル〉、ISBN 978-4-86269-103-3）